# Nørre Brarup Sogn
Nørre Brarup Sogn (også Nørrebrarup Sogn, på tysk Kirchspiel Norderbrarup) er et sogn i det nordøstlige Angel i Sydslesvig, tidligere i Strukstrup Herred (Gottorp Amt), nu i kommunerne Nørre Brarup, Rygge, Savstrup, Skæggerød og Vogsrød i Slesvig-Flensborg Kreds i delstaten Slesvig-Holsten.
I Nørre Brarup Sogn findes flg. stednavne:
- en del af Arrild (resten til Tøstrup Sogn)
- Astrup (undergået)
- Bondesdam (Bonsdamm)[1]
- Bondestam (Bondstamm)
- Brarupskov (Brarupholz)
- Bynderis[2] (Bünderies)
- Degneskov (Diernschau)
- Fiskerød (Fischerott)
- Fiskersig (Fischersiek)
- Flarup
- Flarupgaard
- Flarupskov
- Fruelund (Fraulund)
- Justrup (en del, resten under Sønder Brarup Sogn)
- Gangelskjel (Gangerschild)
- Kløve (Kleve)
- Lykken (til Savstrup)
- Nørre Brarup (Norderbrarup)
- Rygge (Rügge)
- Rygsgaard (Rüggesgaard)
- Rygsmose
- Rygsmølle
- Rygsnørregaard (Rüggesnordgaard)
- Rendekjær (Rendekier)
- Rårup (også Raarup, Rurup)
- Råruplund (også Raaruplund, Rurup)
- Svanholm (Schwanholm)
- Savstrup (Saustrup)
- Spidstrup (Spystrup)
- Stenebæk (Stennebek)
- Skæggerød (også Skægrød, Scheggerott)
- Skærgerødmark (Scheggerottfeld)
- Svanholm (Schwanholm)
- Timmerholm
- Vogsrød (Waggersrott)
- Vogsrødgade (Wagerstottstraße)